# Lotta di spie
Lotta di spie (The Great Impersonation) è un film drammatico del 1935 diretto da Alan Crosland e interpretato da Edmund Lowe, Valerie Hobson e Wera Engels, adattamento del racconto del 1920 Il grande impostore dello scrittore inglese E. Phillips Oppenheim.
Già portato sul grande schermo nel 1921 da George Melford, ne verrà girata un'altra versione nel 1942 da John Rawlins.
È l'ultimo film diretto dal regista americano, che morirà sette mesi dopo la sua uscita a causa delle lesioni riportate in un incidente stradale.

## Trama
Poco prima dello scoppio della prima guerra mondiale, il trafficante d'armi tedesco Leopold von Ragostein incontra in Africa una sua vecchia conoscenza, il signorotto inglese Everard Dominey. I due uomini si assomigliano come due gocce d'acqua e von Ragostein pianifica di uccidere il suo sosia e prenderne il posto per proseguire la sua attività di spionaggio nell'alta società britannica. Tornato a Londra, il supposto Dominey viene riconosciuto dalla principessa Eiderstrom, certa che si tratti del suo ex amante von Ragostein. Si scoprirà che il vero von Ragostain è morto, ucciso in Africa da Dominey quando questi ha scoperto il piano del tedesco.

## Distribuzione
Il film fu distribuito nelle sale cinematografiche statunitensi a partire dal 9 dicembre 1935.

### Date di uscita
- USA (The Great Impersonation) - 9 dicembre 1935
- Svezia (Den hemliga signalen) - 3 aprile 1936
- Uruguay (El gran impostor) - 28 ottobre 1936

## Anacronismi
Sebbene la storia sia ambientata nel 1914, l'abbigliamento e le acconciature delle donne sono tipiche del 1935, così come le automobili che sono tutte della metà degli anni trenta.